# (10277) Micheli
(10277) Micheli  es un asteroide perteneciente al cinturón de asteroides, descubierto el 2 de marzo de 1981 por Schelte John Bus desde el Observatorio de Siding Spring, en Australia.

## Designación y nombre
Micheli se designó inicialmente como 1981 EC27.
Más adelante fue nombrado en honor al astrónomo italiano Marco Micheli (n. 1983).

## Características orbitales
Micheli orbita a una distancia media del Sol de 2,7164 ua, pudiendo acercarse hasta 2,4712 ua y alejarse hasta 2,9616 ua. Tiene una excentricidad de 0,0902 y una inclinación orbital de 1,4472° grados. Emplea en completar una órbita alrededor del Sol 1635 días.

## Características físicas
Su magnitud absoluta es 14,0. Tiene 8,819 km de diámetro. Su albedo se estima en 0,069. El valor de su periodo de rotación es de 15,3335 h.